# Antonio Labat
Antonio Ulpiano Labat y Larrea (Santander, España, 2 de abril de 1795 - Bayona, Francia, 29 de noviembre de 1864) fue un comerciante de ultramar, armador de buques y político de Santander.

## Biografía
Nació en Santander el 2 de abril de 1795 y fue bautizado en su catedral el 3 de abril de 1795. Su padre, Pierre Labat, francés de Bayona, banquero y armador de buques, se había afincado en España en 1768 y casado en 1783 con Petronila de Larrea, de Bilbao. De él precisamente le vienen tanto el oficio de comerciar con América, así como el de armar buques para comerciar en ultramar. Político de talante liberal frente a los absolutistas, en 1823, siendo alcalde 2º de Santander, se le forma causa por  por las autoridades absolutistas por haber socorrido a los sitiados en Santoña, Cantabria, durante ese mismo año.
Se casó en 1820 con Casilda Sives Pérez de Nenin, hija de José Antonio de Sives y de Laureana Pérez de Nenin, hermana del personaje inmortalizado por Goya, don Pantaleón Pérez de Nenin, militar y comerciante de Bilbao. En el año 1824 nace su hijo Antonio Labat y Sives, que fundaría en 1857 con otros cinco ilustres personajes de la ciudad, el Banco de Santander. Durante esos años comercia con los recién independizados países de América y con Estados Unidos diferentes productos, sobre todo cacao, café y pieles.
En 1830 es cónsul 1º del Real Consulado de Santander, institución creada a finales del siglo XVIII que influye decisivamente en el desarrollo de la ciudad y en la que su familia (tanto su padre como su suegro), habían ejercido una importante labor. En el año 1833 es alcalde de Santander. Antes del año 1837, se traslada con su familia a vivir a Bayona, donde nacería su hijo menor, Félix Labat, fundador del hipódromo de La Barre. En la misma ciudad permanecería con su familia, hasta su fallecimiento, acaecido el 29 de noviembre de 1864.